# 愛媛県道206号上怒和元怒和線
愛媛県道206号上怒和元怒和線 （えひめけんどう206ごう かみぬわもとぬわせん）は、愛媛県松山市上怒和から松山市元怒和に至る一般県道である。

## 概要
瀬戸内海の安芸灘と伊予灘との間に位置する忽那諸島の１つである怒和島内を通る。怒和島内唯一の県道であるため、他の国道や県道との交点はない。

### 路線データ
- 総延長：3.4 km
- 起点：松山市上怒和
- 終点：松山市元怒和

## 歴史
- 1928年（昭和3年）9月14日 - 愛媛県告示第527号により、上怒和津和地線として県道に認定される[1]。
- 1958年（昭和33年）6月27日 - 愛媛県告示第566号により、現路線名である上怒和元怒和線として県道に認定される（整理番号97番）[2]。
- 1972年（昭和47年）3月16日 - 愛媛県が愛媛県道206号上怒和元怒和線として認定。

## 地理

### 通過する自治体
- 松山市

### 沿線
- 上怒和港
- 元怒和港
- 上怒和海の駅 陶器の里
- 元怒和海の駅 レモンの里
- 上怒和簡易郵便局
- 神和郵便局
- JAえひめ中央 上怒和経済センター
- 松山市立怒和小学校